# Ephraim Anderson
Ephraim Saul "Andy" Anderson, CBE, FRS (Newcastle upon Tyne, 28 de outubro de 1911 – 14 de março de 2006) foi um bacteriologista britânico, mais conhecido por seu trabalho destacando os perigos à saúde humana de bactérias resistentes a drogas criadas por antibióticos, em particular por antibióticos de baixa dose usados na alimentação animal.
Anderson estudou no Rutherford College antes de ganhar uma bolsa de estudos para cursar a Faculdade de Medicina da Universidade de Durham. Serviu no Corpo Médico do Exército Real durante a Segunda Guerra Mundial. Anderson obteve reconhecimento mundial pelo seu trabalho sobre os plasmídeos que tornam a bactéria responsável pela febre tifóide e intoxicação alimentar bacteriana insensível aos antibióticos. Anderson foi diretor do Enteric Reference Laboratory do Public Health Laboratory Service, entre 1954-1978. Foi eleito membro da Royal Society em 1968 e foi comendador da Ordem do Império Britânico (CBE) em 1976.